# Podogymnura
Genre
Podogymnura est un genre de gymnures, des hérissons d'Asie sans piquants, de la famille des Erinaceidae qui comprend deux espèces tropicales, endémiques des Philippines, appelées aussi Rats de la lune.

## Liste d'espèces
Selon ITIS et MSW :
- Podogymnura aureospinula Heaney & Morgan, 1982
- Podogymnura truei Mearns, 1905

## Caractéristiques
Les espèces du genre Podogymnura sont très proche du genre voisin, Echinosorex. Elles ont en commun les mêmes caractéristiques craniennes et dentaires, y compris un rostre long et de longues et fortes canines.
Les Podogymnura sont plus petits, avec une queue plus courte et des crêtes temporales, sagitales et occipitales moins proéminentes.
Podogymnura truei se différencie de Podogymnura aureospinula par l'absence de ligne dorsale brune mouchetée de noir
Il n'y a apparemment pas de dimorphisme sexuel.
Contrairement à Podogymnura truei qui vit autour de 2 000 m, dans les zones moins accessibles, Podogymnura aureospinula préfère les forêts à plus basse altitude et se trouve dangereusement menacé par la déforestation et la perturbation de son habitat,.

## Répartition

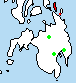
Répartition, sur l'île de Mindanao et les îles voisines,
aux Philippines (à confirmer) :
P. aureospinula
P. truei